# Fritz Rücker
Fritz Ferdinand Otto Rücker (* 9. April 1892 in Muskau; † 20. Mai 1974 in Kleinmachnow) war ein deutscher Pädagoge und Vizepräsident der Provinzialverwaltung Brandenburg in der Sowjetischen Besatzungszone (SBZ) sowie brandenburgischer Minister für Volksbildung, Wissenschaft und Kunst, außerdem leitender Mitarbeiter im Verlag Volk und Wissen der DDR.
Sein Grab befindet sich auf dem Waldfriedhof Kleinmachnow.

## Leben

### Herkunft und Familie
Rücker war Sohn des Rentmeisters des Grafen Traugott Hermann von Arnim-Muskau Friedrich Rücker, der später den Titel Kammerrat erhielt.
Er wuchs in bürgerlichen Verhältnissen im damaligen niederschlesischen Landkreis Rothenburg auf und besuchte in Muskau die Volksschule. An der Berliner Friedrichswerderschen Oberrealschule legte er im Jahr 1911 das Abitur ab. Sein Hauptwohnsitz blieb weiterhin in Muskau in der Oberlausitz. Daraufhin schrieb er sich für das Wintersemester 1911/1912 im Studiengang Deutsch an der Friedrich-Wilhelms-Universität zu Berlin unter der Matrikelnummer 4553 ein und studierte dort an der Philosophischen Fakultät bis zum Sommersemester 1914. Als Herkunft wurde Schlesien genannt, wozu Muskau zurzeit seiner Geburt gehörte.
Zu Beginn seiner Berufsjahre als Studienrat im höheren Schuldienst heiratete Rücker am 4. Juni 1925 die Kaufmannstochter Ella Knoll (* 1900; † 1969). Im Jahr 1926 wurde der Sohn Klaus und 1934 die Tochter Ursula geboren.
Die Lehrerfamilie Rücker hatte in den 1920er Jahren ihren Wohnsitz im Berliner Bezirk Reinickendorf und war danach in Berlin-Hermsdorf ebenfalls zur Miete wohnhaft. Das Mehrfamilienhaus hat den Zweiten Weltkrieg überdauert. Rücker schrieb seiner Familie im Frühjahr 1945 „ausführlich von Lunjowo aus“, wo er von Oktober 1944 bis Februar 1945 die Antifa-Schule besuchte, und erfuhr aus Berlin-Hermsdorf: „Alle waren gesund und hatten die Bombennächte überstanden.“
Von Berufskollegen in der Weimarer Republik wurde Rücker als „fortschrittlicher Pädagoge“ bewertet und von seinen Schülern als feinfühlig beschrieben.

### Erster Weltkrieg und Nachkriegsjahre
Vom 21. August 1914 bis Kriegsende war Rücker in einem Infanterieregiment Teilnehmer des Ersten Weltkrieges, zunächst als einfacher Soldat, dann als Gefreiter und ab April 1915 als Unteroffizier/Vizefeldwebel sowie ab Dezember 1916 als Leutnant. Nach Auszeichnungen mit dem Eisernen Kreuz (EK) I und zuvor mit dem EK II wurde er am 23. Dezember 1918 als Reserve-Leutnant aus dem Kriegsdienst entlassen. Er studierte 1919 weiter in Berlin und unterzog sich Sprach- und pädagogischen Prüfungen in den Jahren 1920/21 in den Fächern Deutsch, Englisch und Französisch. Die Lehrerlaubnis als Gymnasiallehrer erhielt er im Jahr 1921, das Probejahr als Lehrer wurde ihm wegen seiner Kriegsteilnahme erlassen.
Die erforderliche Vereidigung auf die demokratische Weimarer Verfassung fand am 30. August 1920 statt. Während seiner praktischen Lehrerausbildung trat er im Jahr 1921 in die SPD ein. Überdies wurde er Mitglied in der Liga für Menschenrechte, im Reichsbanner Schwarz-Rot-Gold, in der Eisernen Front und im Bund Entschiedener Schulreformer.
Von Februar bis Oktober 1921 war er Studienassessor an der Liebig-Realschule in Berlin-Friedrichshain, Rigaer Straße, und ab Oktober 1921 setzte er für ein Jahr am Reform-Realgymnasium in Berlin-Reinickendorf seine praktische Ausbildung fort. Zum Oktober 1922 wurde er zum Studienrat ernannt.
Unter Fritz Wuessing, dem Direktor und Oberstudiendirektor des städtischen Reform-Realgymnasium in Berlin-Reinickendorf, arbeitete er als Studienrat. Das sozialdemokratisch geführte Bezirksamt Reinickendorf schuf im Herbst 1926 eine zusätzliche Stelle für einen Oberstudienrat, der als politisches Gegengewicht zum Schuldirektor und ehrenamtlichen DNVP-Funktionär Dr. Steinbrück zugleich stellvertretender Schulleiter werden sollte. Rücker wurde in diese Stelle berufen, wechselte daraufhin zum Hermsdorfer Reform-Realgymnasium und wurde am 7. Januar 1927 zum Oberstudienrat befördert und als stellvertretender Direktor eingesetzt. Er wohnte zu dieser Zeit in Berlin-Rosenthal.

### Zeit des Nationalsozialismus
Nach der Machtergreifung der Nationalsozialisten 1933 wurde der Oberstudienrat und Sozialdemokrat Fritz Rücker zum Schuljahresende an Ostern von der NS-Schulverwaltung zeitweilig beurlaubt und vom Oberstudienrat zum Studienrat degradiert. Ab 1. Oktober 1933 wurde er an die Arndt-Oberrealschule in Berlin-Kreuzberg, Belle-Alliance-Str. 80, versetzt.
Seine Stelle wurde ab 1. Oktober 1934 mit dem ebenfalls nach dem Gesetz zur Wiederherstellung des Berufsbeamtentums gemaßregelten Fritz Wuessing besetzt. Beide waren als progressive Gymnasiallehrer bekannt und in der Weimarer Republik Mitglied im Bund Entschiedener Schulreformer, einer Vereinigung zur Erneuerung des Erziehungs- und Bildungswesens.
Im Gegensatz zu seinem Lehrerkollegen Fritz Wuessing beantragte Rücker am 30. Juli 1940 die Aufnahme in die NSDAP und wurde zum 1. Oktober desselben Jahres aufgenommen (Mitgliedsnummer 8.285.975). Überdies wurde er Mitglied im Stahlhelm, Bund der Frontsoldaten und mit der Übernahme des Stahlhelms in die SA dort Mitglied und kam gelegentlich in deren Uniform zur Arbeit.
Infolge des Parteieintritts wurde die Herabstufung zum Studienrat wieder rückgängig gemacht. Rücker konnte Ostern 1934 an seine alte Hermsdorfer Schule unter Leitung von Oberstudiendirektor Otto Gall (* 1890; † 1943) zurückkehren, die 1938 in Friedrich-Nietzsche-Schule, Oberschule für Jungen und Gymnasium, umbenannt wurde.
Ab September 1941 nahm Rücker am Zweiten Weltkrieg teil. Er wurde zum Oberleutnant der Wehrmacht befördert und geriet im Dezember 1942 in sowjetische Kriegsgefangenschaft. Nach seiner Gefangennahme wurde er gezielt mit dem ebenfalls kriegsgefangenen Offizier und Gymnasiallehrer Ernst Hadermann zusammengeführt, um ihn „von der Notwendigkeit der Mitarbeit zu überzeugen.“
Im Jahre 1943 gehörten Rücker wie auch Hadermann zu den Gründungsmitgliedern des Bundes Deutscher Offiziere (BDO). Er unterzeichnete den „Aufruf an die deutschen Generale und Offiziere! An Volk und Wehrmacht!“ vom 12. September 1943 und wurde Mitglied des Geschäftsführenden Ausschusses des Nationalkomitees Freies Deutschland (NKFD). Rücker schrieb Artikel für die Zeitung Freies Deutschland und engagierte sich im Sender „Freies Deutschland“, wobei er sich insbesondere an ehemalige Sozialdemokraten, Pädagogen und Jugendliche wandte. Zu Beginn des letzten Kriegsjahres gehörte er der neu gegründeten „Kommission für die Umgestaltung des Schul- und Unterrichtswesen“ des NKFD an, die aus elf Mitgliedern bestand, darunter ein evangelischer und ein katholischer Geistlicher sowie der Pädagoge Heinrich Abel (1908–1965). Mit dem Mittelschullehrer und Oberst der Wehrmacht Wilhelm Adam sowie weiteren kriegsgefangenen Lehrern arbeitete er Richtlinien für den Unterricht in deutscher Geschichte 1944/45 im ehemaligen Erholungsheim in Lunjowo im Auftrage des NKFD aus.

### Rückkehr nach Deutschland
Im August 1945 kehrte Rücker aus sowjetischer Kriegsgefangenschaft nach Deutschland zurück und trat wieder in die Sozialdemokratische Partei Deutschlands ein. Er wurde nach dem 22. April 1946 Mitglied der SED, als in der SBZ und in Ost-Berlin unter dem SPD-Vorsitzenden Otto Grotewohl diese Partei mit der KPD unter dem Vorsitz Wilhelm Piecks vereinigt wurde. An einem unmittelbar zuvor begangenen gemeinsamen Parteitag von KPD und SPD der Provinz Mark Brandenburg hatten die SPD-Mitglieder Karl Steinhoff und Fritz Rücker sowie von der KPD die Politiker Franz Moericke, Bernhard Bechler und Heinrich Rau teilgenommen. Die Mitgliedschaft in der Partei wurde in DDR-Veröffentlichungen seit 1921 gezählt.
Rücker war bereits vor seiner Entlassung aus der Kriegsgefangenschaft von seinem Kriegskameraden, dem NKFD-Mitglied Bernhard Bechler auf dessen Personalliste für die Funktion des 3. Vizepräsidenten einer zu bildenden Provinzialverwaltung vorgeschlagen worden und wurde von der sowjetischen Besatzungsmacht akzeptiert. Im ersten Kabinett von Ministerpräsident Steinhoff war er dritter von vier Vizepräsidenten der Provinzialverwaltung Brandenburg. Zu den „Fachleuten in sowjetischer Uniform“ gehörte Professor Philipp S. Oreschkow (1899–1983), der Rücker lehrte „wie man mit nüchternem Tatsachensinn eine Lage analysiert, das im Augenblick Wichtigste erkennt und durchführt sowie vorausschauend plant“.
Auf der Pädagogischen Landeskonferenz der Provinz Mark Brandenburg im Potsdamer Volkstheater am 4. August 1946 unter dem Leitspruch „Aus der Einheitsschule erwächst die Demokratie“ erläuterte Rücker, warum das Bildungsniveau der Oberschule mit der Schulreform nicht sinken, sondern steigen werde. Dabei wurde er von Karl Steinhoff und dem Vorsitzenden der Beratenden Versammlung der Provinz, Friedrich Ebert, unterstützt. Rücker hob in seiner Rede hervor, dass der „Bildungswert des Gymnasiums … in der Oberstufe der Einheitsschule erhalten“ bleiben werde, während Ebert als Reaktion auf vorhandene Befürchtungen von Christen und Kirchen zur Schulreform erklärte, dass „die Trennung von Kirche und Schule nichts mit Kirchenfeindlichkeit zu tun habe“.

### Verfechter der staatlichen Kirchenpolitik in der Sowjetischen Besatzungszone (SBZ)
Als Vizepräsident war Rücker unter anderem für die Bearbeitung kirchlicher Angelegenheiten durch die Provinzialverwaltung zuständig. Ausgehend davon, dass die Sowjetische Militärverwaltung den Status der evangelischen und katholischen Kirche in der SBZ in Anlehnung an den staatsrechtlichen Zustand in der Weimarer Republik grundsätzlich wiederhergestellt hatte, betrieb Rücker die neue Kirchenpolitik und machte sie medienwirksam öffentlich. CDU-Politiker im Land Brandenburg bemängelten an der Politik Rückers, der auch für die demokratische Schulreform zuständig war, dass er den Religionsunterricht „aus den Schulen verdrängen“ wolle und das im Gegensatz zu der am 6. Februar 1947 vom Brandenburger Landtag verabschiedeten neuen Verfassung. Verfassungs-Artikel 66 enthielt den Satz: „Das Recht der Religionsgemeinschaften auf Erteilung von Religionsunterricht in den Räumen der Schule ist gewährleistet.“
Rücker überließ die Bearbeitung kirchlicher Angelegenheiten im Volksbildungsministerium einem leitenden Mitarbeiter, dem vom Provinzialrat zum Regierungsdirektor aufgestiegenen Kurt Grünbaum. Bei der Durchführung der Schulreform in Brandenburg stützte er sich seit 1. März 1946 vor allem auf den Altphilologen, Religionshistoriker und Theologen Wilhelm Hartke (SPD/SED), der als Leiter der Hauptabteilung für Volksbildung, Wissenschaft und Kunst des brandenburgischen Volksbildungsministeriums im Kuratorium der Stiftung Joachimsthalsches Gymnasium zu Templin mitarbeitete.

### Amtshandlungen als Minister (Auswahl)
Im Ringen um den Erhalt des Potsdamer Konzerthauses durch die Stadt- und Provinzialverwaltung beteiligte sich Rücker mit offener Kritik an der Besatzungspolitik. Er unterzeichnete als 3. Vizepräsident zusammen mit dem Ersten Vizepräsidenten Bernhard Bechler und dem städtischen promovierten Kulturdezenten, Glogau, ein Schreiben vom 19. Oktober 1945, gerichtet an den Chef der Zivilverwaltung der SMA Brandenburg, Generalmajor W. M. Scharow. Darin wurde um die Freigabe des von sowjetischen Soldaten beschlagnahmten Konzerthauses für das städtische Kulturleben ersucht. Um der Bitte Nachdruck zu verleihen, wurde der Brief als Entwurf zuvor an Marschall G. K. Schukow geschickt. Diese Aktion blieb jedoch erfolglos und das Gebäude wurde später durch die sowjetische Garnison in Potsdam genutzt.
Rücker beteiligte sich 1946 als Vizepräsident der Brandenburger Provinzialverwaltung an der deutsch-sowjetische Kommission, die eine Bestandsaufnahme nach Rückgabe der Potsdamer Schlösser durch die SMAD machte. Von der sowjetischen Militäradministration wirkten die Kulturoffiziere und Professoren Jewgeni F. Ludschuweit und Philipp S. Oreschkow in dieser Kommission mit.
Die Rücker unterstehende Berufsschulabteilung der Provinz Mark Brandenburg führte am 18. Juni 1946 eine Tagung mit Berufsschulleitern durch, auf der in Anwesenheit des Kulturoffiziers der SMA-Abteilung Volksbildung, Professor Oreschkow, das Konzept der Schulwerkstätten erläutert wurde. Diese Werkstätten sollten in „ihrer didaktischen Funktion“ den Unterricht für Berufsschulpflichtige ohne Lehrstelle ergänzen.
Auf dem Pädagogischen Landeskongress am 4. August 1946 in Potsdam erklärte Rücker, dass alle Schüler, die keine Lehrstelle bekämen, „... zur praktischen Berufsausbildung entweder berufsschuleigenen Werkstätten oder Betrieben zugewiesen werden (sollen), die in Reichweite der Schulen sind,“ und verstand diese Maßnahme als eine „völlige Neuorganisation des Berufsschulwesens“.
Nach den Landtagswahlen am 20. Oktober 1946 in der SBZ gehörte Rücker als Volksbildungsminister mit dem Parteibuch der SED zu den weiteren Ministern Bernhard Bechler (SED), Heinrich Rau (SED), Ernst Stargardt (CDU), Walter Kunze (LDP) und Fritz Schwob (CDU), welche unter Ministerpräsident Steinhoff (SED) die brandenburgische Regierung bildeten.
Bei der Aufstellung seines Ministeriums für Volksbildung, Wissenschaft und Kunst berücksichtigte Rücker den langjährigen Studienrat am Potsdamer „Oberrealgymnasium“ Werner Meyer. Der Minister lernte den im zaristischen Russland geborenen, „an russische Art und Sprache gewöhnt(en)“ Lehrer kennen und schätzen.
An einer Sitzung des neuen Landtages Brandenburg forderte die CDU den Minister für Volksbildung, Wissenschaft und Kunst auf, „zum gründlich an der Universität ausgebildeten juristischen Nachwuchs“ zurückzukehren. Minister Rücker setzte sich für den Aufbau einer Brandenburgischen Landeshochschule in Potsdam ein. Professor Oreschkow fuhr mit Rücker und weiteren deutschen Fachleuten zum Obersten Chef der SMAD, Marschall Sokolowski, nach Berlin-Karlshorst, um einen Befehl zum Aufbau der Brandenburgischen Landeshochschule zu erwirken.
Diese nahm dann auf der Grundlage des am 19. März 1948 erlassenen Befehls Nr. 45 mit nur zwei Fakultäten, einer Pädagogischen und einer Allgemeinwissenschaftlichen Fakultät, ihren Studienbetrieb im Oktober desselben Jahres auf. Eine Technische Fakultät wurde noch vor der Eröffnung in Aussicht gestellt, jedoch nicht eine Juristische. Anlässlich des 60. Geburtstages von Friedrich Wolf ernannte Rücker den Schriftsteller und Kulturpolitiker zum Professor für Literatur an der Brandenburgischen Landesuniversität.
Als am 11. November 1947 das Filmunternehmen DEFA von einer GmbH in eine sowjetisch-deutsche Aktiengesellschaft umgewandelt worden war, erhielt Rücker einen Sitz im Aufsichtsrat der DEFA.
Kultusminister Rücker führte den ersten Rektor der Landeshochschule Brandenburg, Professor Arthur Baumgarten, am 14. Mai 1949 in sein Amt in Potsdam ein. Er veranlasste, dass Otto Nagel, der bekannte Maler, der in Potsdam den brandenburgischen Landesverband des Kulturbundes leitete, Professor an der Brandenburgisches Landeshochschule wurde. Der damals jüngsten Hochschule der DDR war eine Arbeiter-und-Bauern-Fakultät (ABF) bis 1963 angegliedert.
Rücker war nach der Entlassung von Ministerpräsident Steinhoff im Oktober 1949 weiterhin Volksbildungsminister unter dessen Nachfolger Rudolf Jahn, der Steinhoff im Dezember desselben Jahres ersetzte. Rücker behielt sein Ministeramt bis Ende 1950 und vollzog eine seiner letzten Amtshandlungen am 24. März 1950, als er – in Anwesenheit des kurmärkischen Generalsuperintendenten Walter Braun und von Bischof Dibelius – dem Gemeindekirchenrat der Potsdamer Nikolaikirchengemeinde eine zweckbestimmte Spende in Höhe von 18.000 Mark für einen Orgelneubau überreichte. Vom Land Brandenburg nahmen an der Feierstunde anlässlich des 100-jährigen Bestehens der St. Nikolaikirche neben Minister Rücker der Präsident des brandenburgischen Landtags, Otto Meier (SPD/SED), und der Justizminister Stargardt (CDU) im Nikolaisaal teil.
Nach dem Ausscheiden aus seinem Ministeramt orientierte sich Rücker im Ost-Berliner Verlag Volk und Wissen beruflich neu, er blieb jedoch weiterhin in Kleinmachnow wohnen.

### Ehrungen
- Vaterländischer Verdienstorden (Bronze) 1966[56]
- Ehren-Doktorwürde der Erziehungswissenschaften (Dr. h. c. paed.).[57] der Pädagogischen Hochschule Potsdam 1965[58]

### DDR-Zeitungsmeldungen zu Rücker (Auswahl)
Als Eigenmeldung veröffentlichte das SED-Zentralorgan Neues Deutschland im Oktober 1965 die Nachricht über die Verleihung der Ehrendoktorwürde der Pädagogischen Hochschule Potsdam an den „ehemaligen Minister für Volksbildung im Land Brandenburg“, Fritz Rücker, die zusammen mit der Verleihung der Doktorwürde ehrenhalber an den ehemaligen Kulturoffizier der sowjetischen Militäradministration und Mitbegründer dieser Hochschule im Land Brandenburg Philipp S. Oreschkow erfolgte.
Anlässlich seines 75. Geburtstages 1967 gratulierte ihm das Zentralkomitee der SED und veröffentlichte den Glückwunsch in der SED-Parteizeitung Neues Deutschland unter Hervorhebung von Rückers Wirken als Mitbegründer des Nationalkomitees Freies Deutschland, als Vizepräsident der Provinzialverwaltung Brandenburg und als Volksbildungsminister im Lande Brandenburg. Dabei erwähnte die überregionale Tageszeitung die Tätigkeit des Jubilars in „verschiedensten Funktionen im volkseigenen Verlag Volk und Wissen“.
Im Mai 1974 – rund zwei Wochen nach Rückers Tod – erschien im Neuen Deutschland eine Traueranzeige des Volk und Wissen Verlages der DDR über sein Ableben. In diesem Verlag arbeitete er nach seinem Ausscheiden aus dem öffentlichen Dienst des Landes Brandenburgs 1951 zunächst als stellvertretender Leiter bzw. Leiter der „Hauptredaktion Pädagogik“ und danach wirkte er ab 1956 als pädagogischer Direktor bis 1959 sowie dann noch in weiteren verschiedensten Funktionen.
Ab 1964 war er als „Sektorenleiter Arbeit und Recht“ im Ministerium für Volksbildung der DDR beschäftigt.
Rücker wurde im Jahr 1981 erwähnt in einem Zeitungsbericht über die Ausstellung „Schinkel in Potsdam“ als ehemaliger „Vizepräsident der Provinzialverwaltung“ zusammen mit Willy Kurth, dem früheren Direktor der Staatlichen Schlösser und Gärten, unter Hinweis auf ihre gemeinsame Mitarbeit bei der 1946 erfolgte Zustandsermittlung der Gebäude, Plastiken und Kunstgegenstände durch eine deutsch-sowjetische Kommission.

## Bearbeiter und Autor von Veröffentlichungen (Auswahl)
- Die Welt der Technik [Bearbeiter: F. Rücker][63]
- Deutsche Balladen der Herausgeber Oberstudiendirektor Fritz Wuessing (1888–1980) und Studienrat Gustav Wenz (* 1890):

– Erster Teil: Im Schein der Antike / Pflicht und Schicksal [Bearbeiter: Studienrat Fritz Rücker]
– Dritter Teil: Von Rittern und Mannen [Bearbeiter: Studienrat Fritz Rücker]
- Aus deutschem Schrifttum vom Barock bis zur Vorklassik  [Bearbeiter: F. Rücker/F. H. Krähmer][66]
- Deutsches Schrifttum der Reformationszeit [Bearbeiter: F. Rücker][67]
- Neue demokratische Schule, 1946[68]
- Neuer Verwaltung und Kirche. In: Berliner Zeitung, 4. Oktober 1946, S. 2.
- Erfahrungen eines Ministers über die Hilfe der sowjetischen Pädagogik beim Aufbau der neuen demokratischen Schule im Lande Brandenburg[69]
- Freunde und Lehrer beim Aufbau unserer neuen Schule[70]
- Als 1945 die Schule begann. . .[71]
- Erinnerungen an die Gründung der Pädagogischen Hochschule Potsdam. In: Pädagogische Hochschule Potsdam. Wissenschaftliche Zeitschrift, Jahrgang 12/1968, Heft 1 S. 17–34; Gesellschafts- und Sprachwissenschaftliche Reihe
- Die Arbeit der Lehrer im Nationalkomitee „Freies Deutschland“ und die schulpolitisch-pädagogische Arbeit des Nationalkomitees[72]
- Neue Schule, neue Lehrer – ein neuer Geist in Potsdam. In: Die ersten Jahre. Erinnerungen an den Beginn der revolutionären Umgestaltungen, Berlin 1979, S. 303–319; DNB 800448057